# ГЕС Мелтон-Хілл
ГЕС Мелтон-Гілл — гідроелектростанція в окрузі Роун, штат Теннессі, Сполучені Штати Америки. 

## Розташування

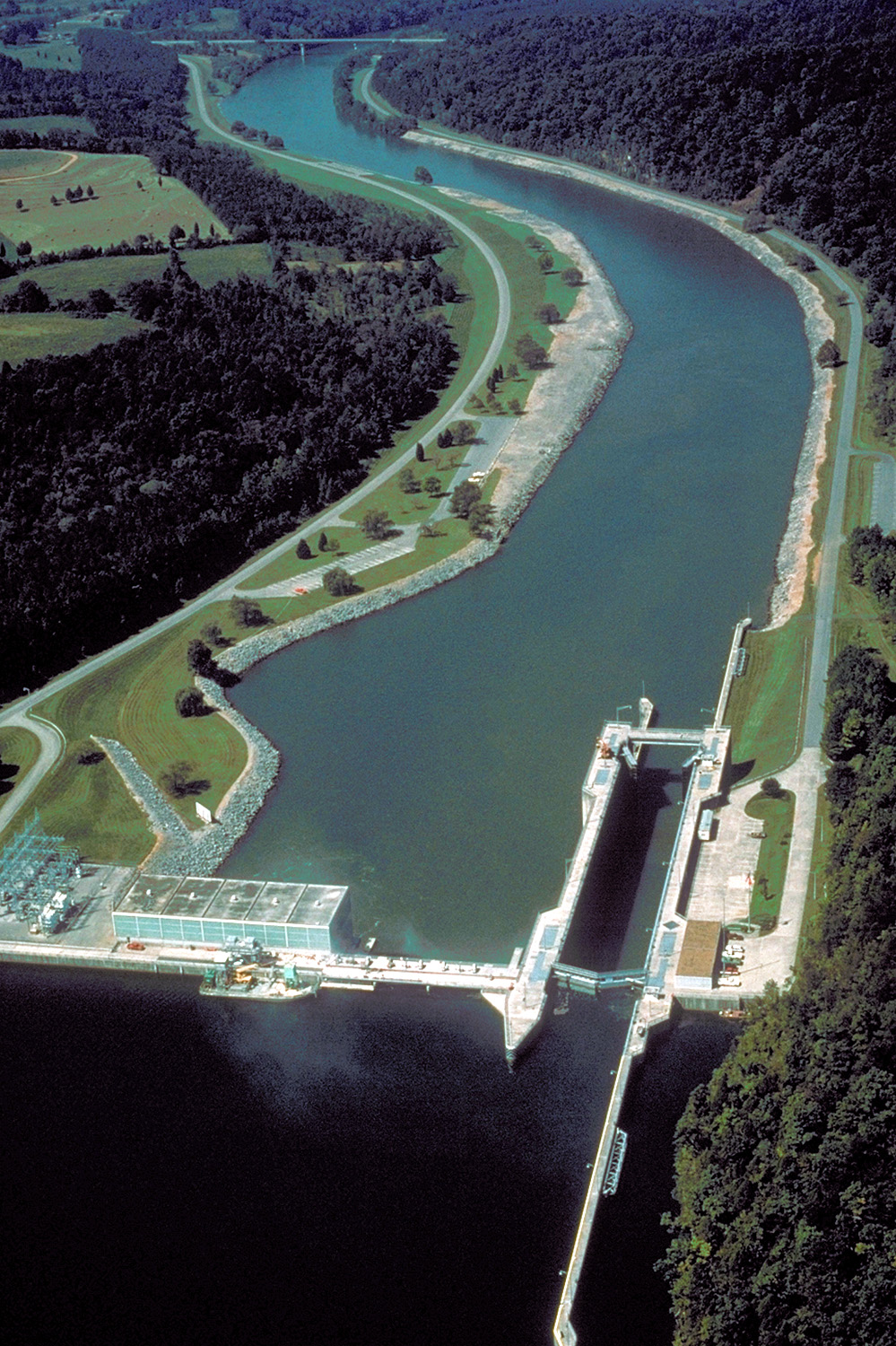

ГЕС Мелтон-Гілл розташована в окрузі Роун, штат Теннессі, південніше міста Оук-Ридж, після ГЕС Норріс, яка розташована у 90 км вище за течією від Мелтон-Гілл, становить нижній ступінь каскаду на річці Клінч, правій притоці річки Теннессі (дренує Велику долину у Південних Аппалачах та впадає ліворуч до Огайо, котра в свою чергу є лівою притокою Міссісіпі).

## Опис
У межах проекту річку перекрили бетонною гравітаційною греблею висотою 31 метр та довжиною 311 метрів, яка потребувала 191 тис. м3 матеріалу. Вона утримує витягнуте по долині річки на 92 км водосховище з площею поверхні 22 км2 та об'ємом 155 млн м3. Рівень резервуару контролюється між позначками 240,8 та 242,6 метра НРМ, що відповідає об'єму у 39 млн м3. Для проходження через греблю суден існує шлюз з розмірами камери 122х23 метри (можливо відзначити, що це єдиний судноплавний шлюз на притоках Теннессі).
Інтегрований у греблю машинний зал обладнаний двома турбінами типу Каплан загальною потужністю 79 МВт.
Управління роботою станції здійснюється дистанційно з ГЕС Fort Loudon (належить до теннессійського каскаду).